# Нефтепровод Актау — Жетыбай — Узень
Нефтепровод Актау — Жетыбай — Узень — казахстанский нефтепровод, соединяющий бузачинский нефтепровод с городом Актау, которые дальше соединятся с нефтепроводом Узень — Атырау — Самара. 
Введен в эксплуатацию в 1970-96 годах. Длина 141,6 км, диаметр трубы 520 мм, мощность 8 млн. тон в год. На реке и Жетыбае и в 112 км от реки есть станции для подогрева нефти. Владельцем нефтепровода является казахстанская транспортная компания КазТрансОйл.